# Maachis
Maachis è un film indiano del 1996 diretto da Gulzar.

## Riconoscimenti
- National Film Awards
  - "Silver Lotus Award – Best Actress" (Tabu)
  - "Golden Lotus Award – Best Popular Film Providing Wholesome Entertainment"
- Filmfare Awards
  - "Best Debut Award" (Chandrachur Singh)